# Plattyske ord og vendinger
På dansk anvendes mange ord og vendinger fra tysk. De fleste af de talrige tyske låneord i skandinavisk kommer fra plattysk, der har haft større indflydelse på dansk, end højtysk har. Det gælder navnlig håndværker- og køkkenudtryk.
Eksempler:
bom, plat: Bom, ty: Baum; en bom, træbjælke som gærde; — bemærk også bomuld = den uld der vokser på træer
bredbil, plat: Bredbiel, ty: breites Beil, Breitbeil; en bred økse til afbarkning og som bøddeløkse
brøk, plat: Brök, ty: Bruch; brøkdel i regning
dørslag, plat: Dörschlag, ty: Durchschlag; en si med store huller til brug i køkkenet
fyrtøj, plat: Fürtüch, ty: Feuerzeug; ældre tænder, lighter
isenkræmmer, plat: Isenkrämer, ty: Eisenwarenhändler; opr. jernhandler (nu med større sortiment)
styr, plat: Stür, ty: Steuer; styr, rat
vaterpas, plat: Waterpass, ty: Wasserwaage; redskab til at måle om en overflade er vand-ret
Køie Pæremarked, plat: Pier, ty: Pferde; Køge Hestemarked (altså intet med pærer) er et udtryk, der går tilbage til middelalderen. Køge er i historisk tid blevet udtalt [køi'].
Bemærk: Wikipedia er ikke en plattysk-dansk ordbog